# Émile et les Détectives (film, 2001)
Pour les articles homonymes, voir Émile et les Détectives (homonymie).
Pour plus de détails, voir Fiche technique et Distribution.
Émile et les Détectives (Emil und die Detektive) est un film d'aventures pour enfants allemand réalisé par Franziska Buch et sorti en 2001.
Il s'agit d'une adaptation du roman éponyme d'Erich Kästner, publié en 1929.

## Synopsis
Émile vit avec son père célibataire dans la petite ville fictive de Streiglitz, en Allemagne de l'Est sur la côte de la mer Baltique. La mère d'Émile a quitté la famille. Hormis des lettres occasionnelles venues du Canada dans lesquelles sa mère envoie de l'argent, Émile n'a plus aucun contact avec elle.
Le père d'Émile est au chômage. Il a toutefois la chance de retrouver un emploi lorsqu'une entreprise d'Allemagne de l'Ouest s'installe dans la petite ville est-allemande. Toutefois, peu après son embauche, il provoque un accident et perd son permis de conduire. Comme il en a besoin en tant que représentant, il risque à nouveau de perdre son emploi.
Comme son père est hospitalisé à la suite de l'accident, Émile doit se rendre pendant les vacances à Berlin chez la pasteure Hummel, la sœur de son professeur. Émile a appris par un ami que l'on peut tout obtenir à Berlin, même des faux permis de conduire. Il décide donc en secret d'en obtenir un pour son père à Berlin et vide pour cela la tirelire où s'est accumulé l'argent réçu dans les lettres de sa mère. Lors du voyage en train vers Berlin, il rencontre Max Grundeis. Les signes distinctifs de ce dernier sont des cheveux blonds, des canines pointues comme des dents de vampire, des vêtements noirs, un attaché-case rouge et des bottes de cow-boy rouges. Grundeis constate qu'Émile a 1 500 deutsche Marks sur lui. Il organise par téléphone portable une rencontre avec une bande qui vend à ce prix de fausses cartes d'identité et de faux permis de conduire, et note le lieu de rendez-vous sur un papier destiné à Émile. Ils trinquent à la « réussite de l'affaire ». Mais des gouttes de chloroforme sont mélangées à la boisson, de sorte que Grundeis peut dérober l'argent à Émile sans en venir aux mains.
Ce n'est qu'à la gare du Zoo de Berlin qu'Émile se réveille et qu'il a tout juste le temps de voir Max Grundeis disparaître sur le quai. Il se lance immédiatement à sa poursuite. Cela s'avère bien sûr très difficile dans une ville qu'il ne connaît pas. Finalement, alors qu'il s'arrête pour manger au Oberbaum-Eck, il l'observe depuis l'arrière-cour à travers un tuyau d'aération de la cuisine du restaurant. Par hasard, il y rencontre une jeune fille dénommée Pony Hütchen. Après une brève explication sur leurs parcours respectifs, elle accepte immédiatement d'aider Émile. Comme elle est la chef d'une bande d'enfants hétéroclite et nombreuse, elle est en mesure d'aider efficacement Émile à suivre le voleur.
La pasteure Hummel, qui élève seule son fils Gustav et qui est notoirement stressée, arrive bien trop tard à la gare du Zoo pour aller chercher son invité. Comme ils ne le trouvent pas, ils décident tous les deux de rentrer d'abord chez eux, puisque Émile a l'adresse et qu'il est peut-être déjà en route pour les rejoindre. Gustav, un garçon surdoué et plutôt précoce, n'est pas très enthousiaste à l'idée de la visite à venir. Il se considère toujours comme la victime des activités charitables de sa mère. Comme ils n'ont jamais vu Émile, la bande d'enfants décide que Gypsie se fera passer pour Émile. En jouant sur l'ordinateur, Gypsie efface par mégarde le modèle rédigé par Gustave pour le sermon dont la pasteure aura besoin le lendemain. Ensemble, ils concoctent un nouveau discours qui a pour thème les droits de l'enfant. Gypsie doit avouer à Gustav qu'il n'est pas le vrai Émile et l'initie à la recherche secrète de l'argent volé. Grâce à ses compétences techniques, Gustav aide la bande d'enfants à coordonner la poursuite du voleur.
Émile et les détectives suivent discrètement Max Grundeis, d'abord à pied, puis dans une course-poursuite effrénée en taxi jusqu'à l'hôtel Adlon, où il prend une chambre. Pony Hütchen obtient avec beaucoup de finesse le double de la clef de sa chambre à la réception, où elle se rend avec Émile pendant que Max Grundeis dîne au restaurant. Alors qu'Émile cherche en vain son argent dans sa chambre, Grundeis se révèle être un voleur d'hôtel qui s'introduit dans les chambres d'autres clients avec des clefs dérobées, vole leurs bijoux et les emporte dans sa valise. Émile parvient à se cacher dans la chambre de Grundeis lorsque celui-ci revient soudainement. Après que Grundeis se soit endormi, Émile emporte la valise dans laquelle il pense que se trouve son argent. Ce faisant, Émile perd la note sur laquelle sont notés le lieu et l'heure de la rencontre avec la bande de faussaires. Le lendemain matin, ce rendez-vous est prévu aux consignes de la station de métro Alexanderplatz. Pony et Émile s'y retrouvent avec la valise, qui ne contient toutefois pas d'argent liquide, mais uniquement des bijoux. C'est pourquoi l'affaire avec les deux faussaires échoue. Toutefois, lorsque Pony propose une boucle d'oreille du butin de Grundeis en gage, les deux malfrats se font montrer le contenu de la valise. Ce n'est qu'en s'enfuyant prestement dans le métro que les enfants peuvent éviter que la valise ne leur soit confisquée.
Grundeis, qui avait trouvé la note d'Émile, a lui aussi observé de loin la rencontre avec la bande de faussaires et participe à la poursuite des enfants pour récupérer son butin. Alors que les deux faussaires tentent de rattraper le métro sur un tronçon de métro aérien en se lançant dans une poursuite effrénée sur la route en contrebas, Grundeis saute sur le métro en partance et s'accroche à la queue du train jusqu'à la station suivante. Lorsque les enfants se rendent compte qu'ils sont poursuivis, ils essaient de les semer en changeant de train à la station Gleisdreieck. Dans la confusion qui s'ensuit, Émile parvient à s'enfuir dans un métro avec sa valise de butin, mais il voit comment Grundeis retient Pony Hutchen sur le quai et l'enlève. Il lui extorque son butin en échange de Pony. L'échange a lieu comme prévu le lendemain matin devant l'enclos des girafes du jardin zoologique : Pony Hütchen est libérée et Grundeis récupère sa valise avec le butin. Cependant, Émile et les détectives ont réuni, par le biais de tracts qu'ils ont distribués dans toute la ville, environ 1800 enfants qui les aident à poursuivre Grundeis, si bien que ce dernier finit par se réfugier dans l'église, où la pasteure Hummel est en train de prononcer son sermon, rédigé par Gustave et Gypsie. Les enfants racontent ce qui s'est passé, ce qui pousse Grundeis à s'enfuir et provoque des émeutes. Le pasteur Hummel fait appeler la police et fait sonner les cloches. Les policiers arrivent et arrêtent Grundeis.
Émile reçoit une récompense de 5 000 DM offerte par un client de l'hôtel pour retrouver les bijoux volés, et son père obtient un emploi pour lequel il n'a pas besoin de permis de conduire. Pour le prochain anniversaire d'Émile, pendant les vacances d'automne, il a de toute façon récupéré son permis de conduire et invite en secret toute la bande berlinoise à la mer Baltique pour faire une surprise à son fils et le récompenser de son acte héroïque.

## Fiche technique
- Titre français : Émile et les Détectives[3],[4]
- Titre original allemand : Emil und die Detektive[5],[6],[7]
- Réalisation : Franziska Buch
- Scénario : Franziska Buch
- Photographie : Hannes Hubach (de)
- Montage : Patricia Rommel (de)
- Musique : Paul Eisenach, A Key is a Key, Ryan Robinson
- Décors : Martina Mladenova
- Production : Tilman Kolb, Jochen Cremer
- Sociétés de production : Lunaris Film
- Pays de production :  Allemagne
- Langue originale : allemand
- Format : couleurs
- Genre : Film d'aventures pour enfants
- Durée : 111 minutes
- Dates de sortie : 
  - Allemagne : 22 février 2001

## Distribution
- Tobias Retzlaff (de) : Émile Tischbein
- Anja Sommavilla (de) : Pony Hutchen
- Jürgen Vogel : Max Grundeis
- Maria Schrader : Pasteur Hummel
- Kai Wiesinger : Knut Tischbein
- Tim Hansen (de) : Krumbiegel
- Maurice Kumar (de) : Kebab
- Sergej Moya (de) : Flügel
- Anita Schulz (de) : Elfe
- Annika Schulz : Fée
- Tobias Unkauf (de) : Mardi
- Maximilian Befort : Gypsie
- David Klock (de) : Gustave Bourdon
- Thando Walbaum (de) : Hassouna
- Rudolf Kowalski (de) : Professeur Hummel
- Martin Feifel (de) : Paschke
- Oscar Ortega Sánchez (de) : Boban
- Gruschenka Stevens (de) : Mère de Pony Hutchen
- Horst Kotterba (de) : Père de Pony Hutchen
- Rufus Beck : Portier de l'hôtel
- Tim Seyfi (de) (Seyfi Oelmez) : Chauffeur de taxi
- Thomas Bestvater (de) : Commissaire
- Florian Lukas : Serveur
- Ludwig Trepte : Élève